# Vpád (Hvězdná brána: Hluboký vesmír)
Vpád (v anglickém originále Incursion) je 19. a 20. epizoda 1. řady americko-kanadského sci-fi seriálu Hvězdná brána: Hluboký vesmír.

## Děj

### Část první
Plukovník David Telford v těle Dr. Rushe má už jen pět minut života, ale stále odmítá vypovídat. Když vyčerpá veškerou zásobu vzduchu, Camile Wrayová popadne vysílačku poručíka Matthewa Scotta a pokouší se přesvědčit Dr. Adama Brodyho, aby obnovil životní podporu v místnosti. Plukovník Everett Young nařizuje Brodymu na prosbu nereagovat. Scott začíná argumentovat v Telfordův prospěch, ale Young trvá na tom, že on ví co dělá a seržant Greer tlačí Scotta zpět, když se pokusí zasáhnout. Telford se začíná dusit. Young odpočítává čas na svých hodinkách a pak nařídí Brodymu vpustit vzduch do místnosti. Young křísí Telforda a osvobodí jej tak od vymývání mozku Luciánskou aliancí. Telford odhalí, že Luciánská aliance se chystá přijít na Destiny.
Young vysvětluje situaci posádce. Místnost s bránou je hermeticky uzavřená a ve všech přilehlých chodbách jsou umístěny stráže. Civilistům je nařízeno zůstat ve svých kajutách, pokud nastane invaze. SGC je informováno o umístění základny Luciánské Alliance a posílají tam loď George Hammond. Pokud budou mít štěstí, tak bude základna zničena ještě před invazí, jinak se bude muset posádka Destiny bránit sama. Young poté mluví s poručíkem Tamarou Johansenovou a žádá ji, aby zůstala vzadu v případě, že Alliance pronikne ven z místnosti s bránou. Young vysvětluje, že má v plánu vypustit vzduch z místnosti, jakmile Alliance projde bránou.
Rush se probouzí v Telfordově těle s velkou řeznou ránou na ruce. Velitelka Kiva se chtěla ujistit, že Rush nehrál svůj předchozí téměř smrtelný zážitek. Plukovník Samantha Carterová přilétá nad planetu s lodí George Hammond. Příslušenství základny je však stíněno proti transportu, proto vysílá flotilu F-302 k pozemnímu útoku. Když útok začne, Kiva chce po Rushovi vědět jestli mohou vytočit Destiny. Rush potvrzuje, že ano, ale dodává, že to zničí planetu. Kiva mu nařizuje, aby to udělal. Její skupina se evakuuje skrze bránu i Dr. Rushem. Carterová je přinucena opustit oblast dříve než planeta exploduje a dvě stíhačky F-302 jsou ztraceny.
Na Destiny Eli Wallace sleduje video Dr. Daniela Jacksona o Luciánské Allianci. Přichází k němu Chloe Armstrongová. Destiny vypadne z FTL, aby mohl přijmout příchozí červí díru. Když vojáci Alliance vstoupí na loď, Young se připravuje vypustit vzduch, ale váhá když uvidí mezi nimi Dr. Rushe. Young se rozhodne raději zkusit diplomatický přístup. Komunikační spojení mezi Telfordem a Rushem se přerušilo, a tak je v místnosti s bránou ve skutečnosti Telford. Kiva mu drží u hlavy pistoli, protože si stále myslí, že je to Dr. Rush a obviňuje ho ze smrti z více než sta jejích lidí. Telford vykřikne jméno otce Kivy Masim a potvrdí tak svou totožnost. Kiva pak skloní zbraň. Young informuje vojáky Alliance, že jsou obklíčeni a zamčení v místnosti, a že může kdykoliv vypustit vzduch. Požaduje, aby složili zbraně. Kiva nařizuje svým lidem otevřít dveře pomocí zařízení, které dokáže odemknout zámky lodi. Vojáci Alliance odchází z místnosti s bránou a zahajují útok na posádku. Rush míří do kontrolní místnosti následovaný TJ. V následné přestřelce jsou zajati čtyři důstojníci Alliance posádkou Destiny zatímco deset členů posádky je zajato vojáky Alliance. Mezi zajatci jsou TJ, seržant Hunter Riley a desátník Rivers.
Vojáci Alliance zaujali pozice v místnosti s bránou a okolních chodbách. Zastavili se, aby se vyhnuli další konfrontaci, ale jejich technologie dokáže otevřít všechny dveřní zámky. Každý pokus o útok na ně bude mít za následek smrt rukojmích. Kiva informuje Younga vysílačkou, že se nehodlá vzdát. Prohlašuje, že chce pouze Destiny a slibuje, že nechá posádku na palubě nebo ji vylodí na obyvatelné planetě, jestliže se vzdají. Young odpovídá, že stále může vypustit vzduch ze sekcí obsazených Aliancí. Kiva se rozhodne popravit TJ, Rileyho a Riverse, aby ukázala, že to myslí vážně, ale Telford jí od toho odrazuje argumentujíce, že to přinutí Younga zaútočit. Místo toho navrhuje alternativní plán, který je dostane okolo blokády do kontrolní místnosti, a to skrz jednu z poškozených sekcí lodi. Kiva souhlasí, ale hrozí, že rukojmí zemřou pokud Telford selže.
Young použije komunikační kameny, aby informoval generála Jacka O'Neilla o situaci. O'Neill jej kárá za jeho váhání a říká, že situace měla být rozhodnuta ihned. Jako příklad použije Carterovou a její nevyhnutelné opuštění stíhaček F-302 při útoku na základnu Luciánské Alliance. Nakonec informuje Younga, že jestli situaci nedokáže vyřešit sám, tak jej může nahradit někým jiným. Young ujišťuje O'Neilla, že Destiny Allianci nevydá.
V kontrolní místnosti si Rush uvědomí, že Destiny nespustila odpočítávání, a že měla skočit okamžitě do FTL.
Telford vede skupinu skrze loď. V jedné z chodeb se zastaví a aktivuje panel, aby zkontroloval jejich pozici. Informuje tak Younga o jeho aktivitách. Když skupina dorazí k jedněm z uzamčených dveří, voják Alliance se chystá je otevřít. Avšak dříve než spustí odemykací zařízení, začne skrze porušený trup lodi nade dveřmi pronikat intenzivní modré světlo. Muž začne hořet. Energie po celé lodi náhle kolísá. Telford otvírá dveře a ptá se jestli Younga jestli to provedl on. Young tvrdí, že ne. Telford žádá o vysílačku, zavírá dveře a míří zpět.
Kiva obviňuje Younga ze smrti jejího vojáka, ale Young říká, že za to nemůže. Kiva pak žádá zdravotnické materiály. Camile to vidí jako neškodné gesto, ale Rush argumentuje jinak. Young souhlasí s Rushem a plánuje ukončit situaci ihned.

### Část druhá
Plukovník Everett Young mluví vysílačkou s velitelkou Kivou. Informuje jí, že má zdravotnické materiály, které požadovala, ale požaduje při výměně osobní setkání. Seržant Ronald Greer předstírá, že je zdravotník, aby se mohl vyměnit za poručíka Tamaru Johansenovou. Nadporučík Matthew Scott vede útočný tým, který je připraven na rozkaz zaútočit. Když se obě strany setkají, Kiva nařizuje TJ zkontrolovat dodávku. Náhle vypadne energie a obě strany jsou v pohotovosti. Greer vytáhne svou zbraň a míří na Kivu. Young říká TJ, aby přešla k němu, ale Kiva hrozí, že TJ zastřelí, jestliže se nevrátí a upozorní Younga, že rukojmí budou zabiti, jestliže se Kiva nevrátí. TJ vyhoví a skupina Luciánské aliance ustoupí do místnosti s bránou. Young nařizuje Greerovi nestřílet na Kivu. V odplatě za pokus o překvapení, Kiva zabije jednoho z rukojmích, desátníka Riverse a nařizuje TJ, aby to oznámila Youngovi.
Jeden z vojáků Luciánské aliance jménem Koz je poslán pomáhat TJ při operaci Varra. Mezitím v jídelně Camile Wrayová navrhuje Youngovi, že všichni mohou být zachráněni, jestliže se jednoduše vzdají. Young odmítá tento způsob jednání argumentujíce, že Kiva by zabila každého, koho by nepotřebovala ve chvíli, kdyby získala kontrolu nad Destiny. Kiva říká vysílačkou Youngovi, že si přeje mluvit s Wrayovou. Kiva se rozhodne obnovit jejich původní dohodu: vyměnit čtyři rukojmí za čtyři vězně a navíc chce také jídlo a vodu na dobu tří dnů. Wrayová souhlasí s podmínkou, že jídlo a voda budou poskytnuty také rukojmím.
Dr. Nicholas Rush mezitím zjistí, proč selhává energie Destiny. Destiny vystoupila z FTL poblíž binárního pulsaru, který jednou za 46 minut a 37 sekund vyšle proud gama záření k Destiny. Zatím všechny chrání štíty a trup lodi, ale štíty dlouho nevydrží a až selžou, všichni zemřou.
Zanedlouho dochází k dohodnuté výměně rukojmích, u které je přítomna i Wrayová. Kiva dostává domluvené jídlo a vodu. TJ zatím dokončí operaci Varra. Varro po probuzení děkuje TJ za záchranu, ale TJ jeho vděk odmítá s tím, že by to udělala pro kohokoliv.
Eli Wallace a Chloe Armstongová se v neprozkoumané části Destiny dostanou do místnosti s konzolí a kontaktují posádku.
Mezitím Dr. Rush přijde na to, jak vyřešit problém s nastartováním FTL. Někdo však musí jít ven z lodi. Přístup do těchto částí lodi však kontroluje Kiva. Young se chce s Kivou domluvit, ale ta požaduje, aby se posádka vzdala a předala jí kontrolu nad lodí. Plukovník Telford Younga tajně přesvědčí, aby souhlasil a vysvětlí mu svůj plán. Young řekne Kivě, že souhlasí, pokud se nebudou mstít na posádce.
Dr. Rush s Brodym odejdou do jiné části lodi, aby unikli zajetí a mohli převzít kontrolu nad lodí zpět až jim to Telford umožní. Dr. Lisa Párková převede kontrolu nad systémy Destiny Kivě. Greer se Scottem jdou ven z lodi opravit FTL. Kiva ovšem objeví Telforda, jak převádí zpět kontrolu lodi Rushovi a oba na sebe navzájem vystřelí. Najde je voják Luciánské aliance jménem Dannic, který převezme velení. Greerovi se Scottem se podaří opravit FTL, ale dochází jim čas, než dojde opět k záblesku gama záření a Dannic je nechce pustit zpět do lodi, protože si myslí, že je podrazili a Kivu s Telfordem postřelil nějaký ukrytý voják. Dr. Rush navrhuje Scottovi, aby s Greerem šli na příď lodi, kudy se mohou dostat zpět. Eli je poblíž tohoto vstupu a Dr. Rush jej posílá, aby vstup Greerovi a Scottovi otevřel.
Dannic odděluje vojáky od civilistů a chce vojáky postřílet. Na ošetřovně se Varro ptá vysílačkou Dannica co je děje. Dannic chce, aby zraněné vojáky přivedli k němu. TJ okamžitě odmítá léčit Kivu jestli to udělají. Jeden z vojáků se rozhodne napadnout své uchvatitele. Při zápasu z Varrem se spustí automatická zbraň, střílí po celé místnosti a zabije několik lidí. Varro vojáka odzbrojí a zabije jej. Výstřely byla zasažena i TJ, která leží na zemi.
Scott, Greer a Eli spěchají k přídi lodi, ale Brody myslí, že to nestihnou. Vojáci Aliance, kteří oddělili vojáky od civilistů se chystají je popravit. Young se upřeně dívá ke stropu a odmítá pokleknout před popravou. Nastává další pokles energie lodi způsobený výbojem záření z pulsaru.